# Női 1500 méteres síkfutás a 2017-es atlétikai világbajnokságon
A női 1500 méteres síkfutás futamait augusztus 4. és 6. között rendezték meg a londoni Olimpiai Stadionban a 2017-es atlétikai világbajnokság részeként.

## Rekordok
| Világrekord            | Világrekord | Világrekord  |
| Versenyző              | Idő         | Hely         |
| ---------------------- | ----------- | ------------ |
| Genzebe Dibaba (ETH)   | 3:50,07     | Monaco, 2015 |
| Világbajnoki rekord    |             |              |
| Versenyző              | Idő         | Hely         |
| Tatjana Tomasova (RUS) | 3:58,52     | Párizs, 2003 |
| Címvédő                |             |              |
| Versenyző              | Idő         | Hely         |
| Genzebe Dibaba (ETH)   | 4:08,09     | Peking, 2015 |

## Menetrend
| Futam      | Időpont             |
| ---------- | ------------------- |
| Előfutamok | augusztus 4., 20:35 |
| Elődöntők  | augusztus 5., 20:35 |
| Döntő      | augusztus 7., 22:50 |

## Eredmények
- WR – világrekord
- CR – világbajnoki rekord
- AR – kontinens rekord
- NR – országos rekord
- PB – egyéni rekord
- WL – az adott évben aktuálisan a világ legjobb eredménye
- SB – az adott évben aktuálisan az egyéni legjobb eredmény

Az eredmények másodpercben értendők!

### Előfutamok
| 1. előfutam | 1. előfutam       | 1. előfutam             | 1. előfutam | 1. előfutam |
| Helyezés    | Versenyző         | Ország                  | Idő         | Mj          |
| ----------- | ----------------- | ----------------------- | ----------- | ----------- |
| 1.          | Genzebe Dibaba    | Etiópia                 | 4:02,67     | Q           |
| 2.          | Caster Semenya    | Dél-afrikai Köztársaság | 4:02:87     | Q, SB       |
| 3.          | Winny Chebet      | Kenya                   | 4:03,19     | Q           |
| 4.          | Angelika Cichocka | Lengyelország           | 4:03,27     | Q           |
| 5.          | Rababe Arafi      | Marokkó                 | 4:03,67     | Q           |
| 6.          | Jessica Judd      | Nagy-Britannia          | 4:03,73     | Q, PB       |
| 7.          | Kate Grace        | Egyesült Államok        | 4:04,76     | q           |
| 8.          | Nicole Sifuentes  | Kanada                  | 4:05,24     | q, SB       |
| 9.          | Zoe Buckman       | Ausztrália              | 4:05,44     | q           |
| 10.         | Fantu Worku       | Etiópia                 | 4:05,81     | SB          |
| 11.         | Marta Pérez       | Spanyolország           | 4:05,82     | SB          |
| 12.         | Amela Terzić      | Szerbia                 | 4:08,55     |             |
| 13.         | Ciara Mageean     | Írország                | 4:10,60     |             |
| Ki          | Simona Vrzalová   | Csehország              | Kiesett     |             |

| 2. előfutam | 2. előfutam               | 2. előfutam      | 2. előfutam | 2. előfutam |
| Helyezés    | Versenyző                 | Ország           | Idő         | Mj          |
| ----------- | ------------------------- | ---------------- | ----------- | ----------- |
| 1.          | Sifan Hassan              | Hollandia        | 4:08,89     | Q           |
| 2.          | Jennifer Simpson          | Egyesült Államok | 4:08,92     | Q           |
| 3.          | Gudaf Tsegay              | Etiópia          | 4:08,96     | Q           |
| 4.          | Laura Muir                | Nagy-Britannia   | 4:08,97     | Q           |
| 5.          | Malika Akkuj              | Marokkó          | 4:09,05     | Q           |
| 6.          | Hanna Klein               | Németország      | 4:09,32     | Q           |
| 7.          | Karoline Bjerkeli Grøvdel | Norvégia         | 4:09,56     |             |
| 8.          | Marta Pen Freitas         | Portugália       | 4:10,22     |             |
| 9.          | Linden Hall               | Ausztrália       | 4:10,51     |             |
| 10.         | Claudia Bobocea           | Románia          | 4:11,20     |             |
| 11.         | Meryem Akdag              | Törökország      | 4:12,51     |             |
| 12.         | Sheila Reid               | Kanada           | 4:13,12     |             |
| 13.         | Judith Jemutai Kiyeng     | Kenya            | 4:13,65     |             |
| 14.         | Esther Chebet             | Uganda           | 4:14,12     |             |
| 15.         | Eliane Saholinirina       | Madagaszkár      | 4:23,56     | SB          |

| 3. előfutam | 3. előfutam                | 3. előfutam        | 3. előfutam | 3. előfutam |
| Helyezés    | Versenyző                  | Ország             | Idő         | Mj          |
| ----------- | -------------------------- | ------------------ | ----------- | ----------- |
| 1.          | Faith Chepngetich Kipyegon | Kenya              | 4:03,09     | Q           |
| 2.          | Meraf Bahta                | Svédország         | 4:03,23     | Q           |
| 3.          | Sofia Ennaoui              | Lengyelország      | 4:03,35     | Q, SB       |
| 4.          | Laura Weightman            | Nagy-Britannia     | 4:03,50     | Q           |
| 5.          | Besu Sado                  | Etiópia            | 4:03,55     | Q           |
| 6.          | Konstanze Klosterhalfen    | Németország        | 4:03,60     | Q           |
| 7.          | Gabriela Stafford          | Kanada             | 4:04,55     | q, PB       |
| 8.          | Sara Vaughn                | Egyesült Államok   | 4:04,56     | q, PB       |
| 9.          | Sarah McDonald             | Nagy-Britannia     | 4:05,48     | q, PB       |
| 10.         | Solange Pereira            | Spanyolország      | 4:06,63     |             |
| 11.         | Georgia Griffith           | Ausztrália         | 4:08,99     |             |
| 12.         | Margherita Magnani         | Olaszország        | 4:09,15     |             |
| 13.         | Muriel Coneo               | Kolumbia           | 4:11,98     | SB          |
| 14.         | Tamara Amrús               | Jordánia           | 4:21,81     |             |
| 15.         | Angelina Nadi              | Menekültek csapata | 4:33,54     | PB          |